# Jinchuanxia Shuiku
Jinchuanxia Shuiku är en reservoar i Kina. Den ligger i provinsen Gansu, i den nordvästra delen av landet, omkring 300 kilometer nordväst om provinshuvudstaden Lanzhou. Trakten runt Jinchuanxia Shuiku består i huvudsak av gräsmarker.
Genomsnittlig årsnederbörd är 275 millimeter. Den regnigaste månaden är juli, med i genomsnitt 70 mm nederbörd, och den torraste är januari, med 2 mm nederbörd.